# Gerhard Schulte (Schriftsteller)
Gerhard Schulte (* 8. April 1875 in Tönisberg bei Krefeld; † 23. Januar 1951 in Essen) war ein deutscher Schriftsteller.

## Leben
Gerhard Schulte war anfangs als Arbeiter und kaufmännischer Angestellter tätig. Danach besuchte er das Lehrerseminar in Moers und wirkte anschließend als Volksschullehrer in Ronsdorf, ab 1907 in Benrath. Daneben veröffentlichte er drei Bände mit Erzählungen. 

## Werke
- Jan Schnuk und seine Leute, Bielefeld 1908
- Tagelöhnerkinder, Hagen i.W. 1909
- Zwei Menschen, Hagen i.W. 1912

| Personendaten    | Personendaten            |
| ---------------- | ------------------------ |
| NAME             | Schulte, Gerhard         |
| KURZBESCHREIBUNG | deutscher Schriftsteller |
| GEBURTSDATUM     | 8. April 1875            |
| GEBURTSORT       | Tönisberg bei Krefeld    |
| STERBEDATUM      | 23. Januar 1951          |
| STERBEORT        | Essen                    |